# Watsessing
Watsessing es un lugar designado por el censo ubicado en el condado de Essex en el estado estadounidense de Nueva Jersey. En el Censo de 2020 tenía una población de 8078 habitantes y una densidad poblacional de 4986,42 habitantes por km². Fue incluido como CDP en el censo de 2020.

## Geografía
Watsessing se encuentra ubicado en las coordenadas 40°47′16″N 74°12′03″O / 40.78778, -74.20083. Según la Oficina del Censo de los Estados Unidos,  tiene una superficie total de 1,62 km², de la cual 1,60 km² corresponden a tierra firme y 0,02 km² a agua.